# 星游城
上海星游城是一個位於中華人民共和國上海市徐匯區徐家匯的商場。

## 历史
地處天鑰橋路、斜土路和零陵路之間，該地原本是一個雞蛋倉庫，2007年5月底成為星游城。該項目由鹏欣集团與锦江国际集团聯合投資，總面積4.6萬平方米，分為地上六層，地下四層（地下三、四層為車庫），內有商店、美食、KTV、電玩等商業場所。